# Sambonet (azienda)
Sambonet è un marchio italiano di posateria e articoli per la tavola. L'azienda, fondata nel 1856 a Vercelli, dal 1997 è parte del gruppo Sambonet Paderno Industrie, controllato dalle famiglie dei fratelli Pierluigi e Franco Coppo attraverso la holding Arcturus Group.

## Storia

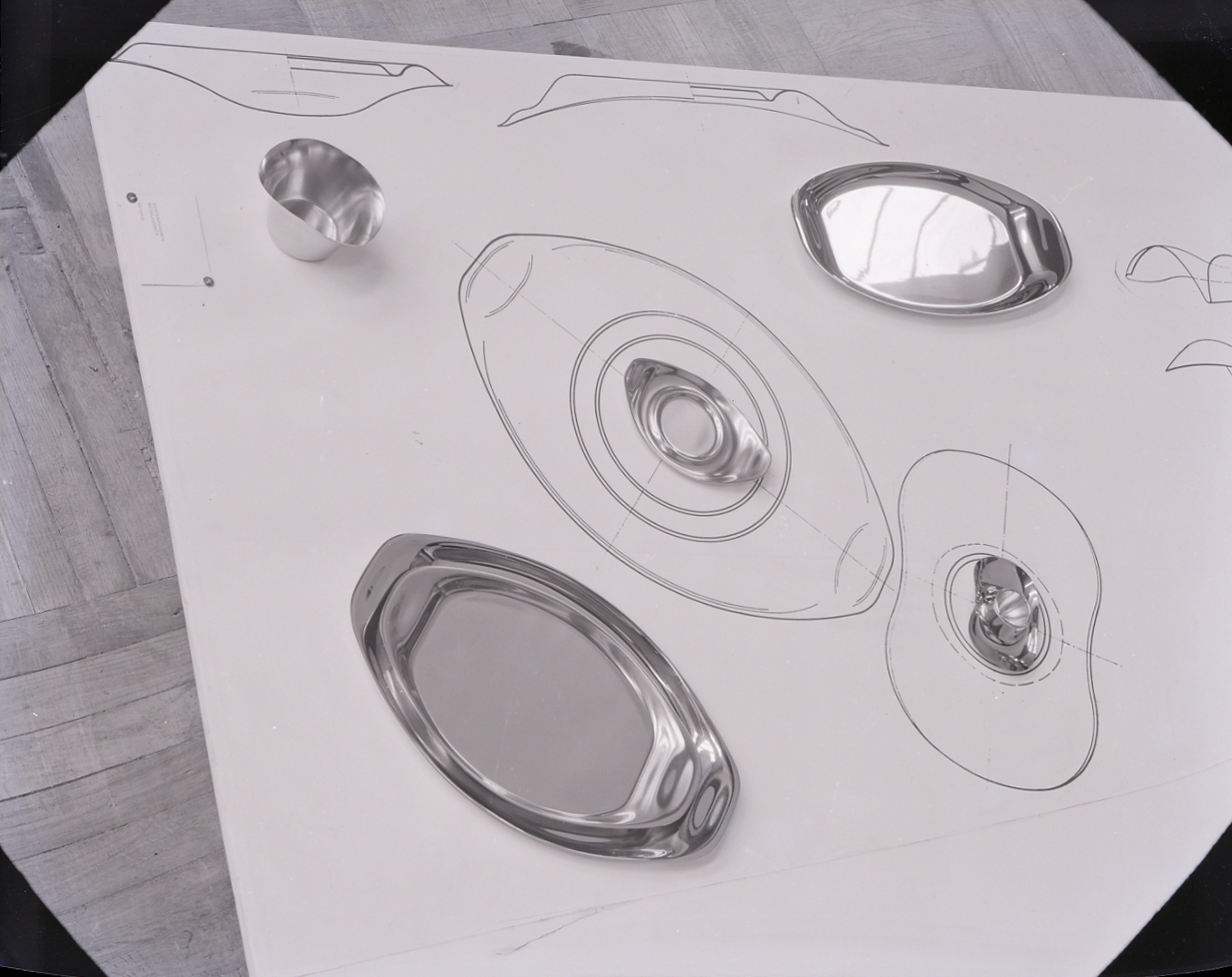
X Triennale di Milano, vassoi e contenitori in acciaio disegnati da Roberto Sambonet, Milano, 1954. Foto di Paolo Monti

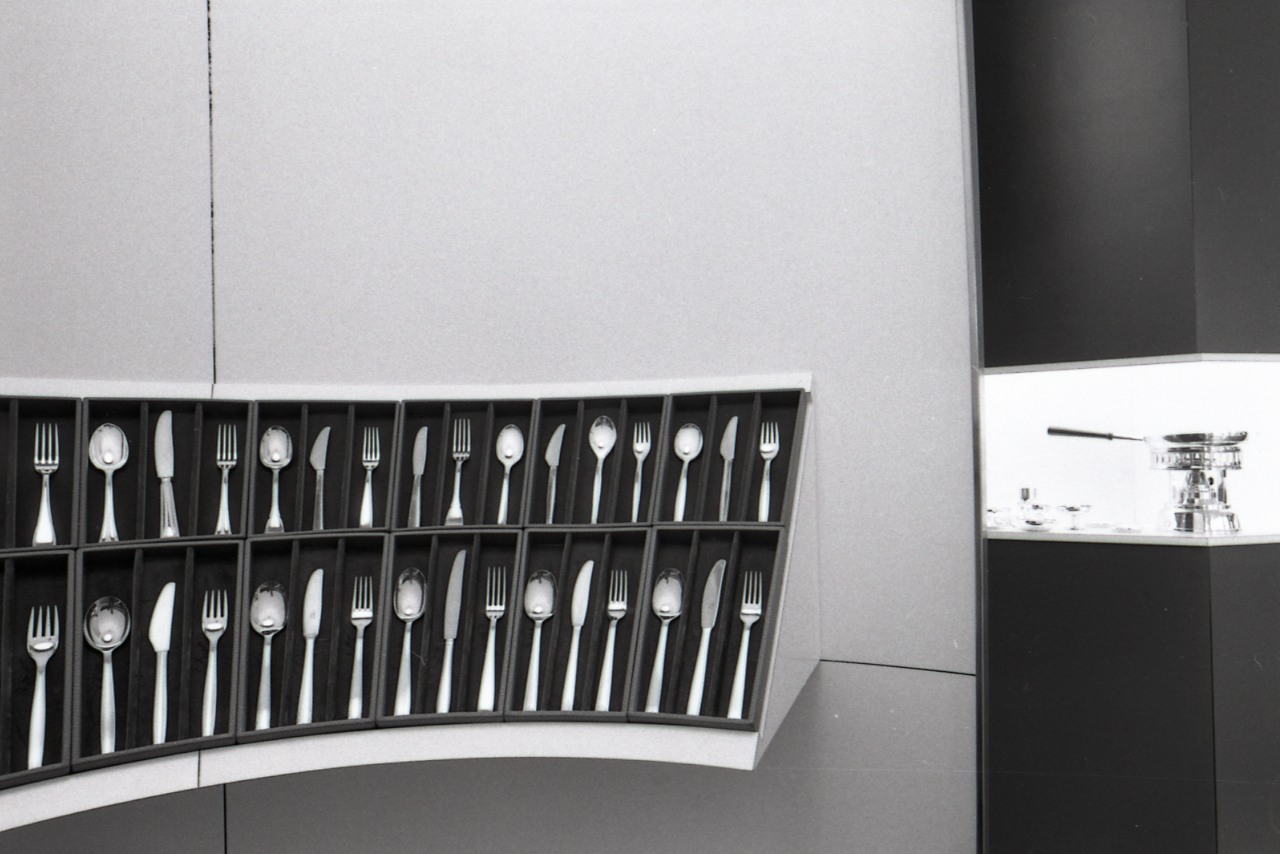
Showroom di Sambonet: mobili, posate e servizi da tavola in esposizione. Milano, Corso Sempione n. 38, 1973. Foto di Paolo Monti

Nel tardo 1700 il nobiluomo di Vercelli Giuseppe Sambonet inizia l'attività di orafo e argentiere ed in seguito viene incaricato del restauro di preziosi oggetti del "Tesoro del Duomo" cittadino. Il figlio Giuseppe si diploma all'Istituto di Belle Arti ottenendo il diploma di Maestro Orefice, e il 15 maggio 1856 fonda la ditta Giuseppe Sambonet, depositando presso la Zecca il marchio "GS". Dal 1900 Sambonet diventa fornitore ufficiale della Famiglia Reale e di altre famiglie nobiliari.
Negli anni trenta Sambonet emerge nel mercato della produzione di posateria in acciaio inossidabile ed è la prima in Europa a mettere a punto un sistema per l'argentatura dell'acciaio.
Nel 1956 Sambonet si aggiudica la commessa presso l'Hotel Hilton al Cairo, e da allora inizia la sua tradizione di forniture per alberghi.
Nel 1988 l'azienda si espande negli Stati Uniti, con la fondazione in New Jersey di Sambonet USA Inc..
Nel 1997 Sambonet S.p.A. viene acquisita dal gruppo Paderno; in seguito alla fusione dell'ottobre 2004 viene fondata la società Sambonet Paderno Industrie S.p.A..

## Design
Con Sambonet hanno collaborato numerosi designer, tra cui Roberto Sambonet per la Pesciera, Center line e i vassoi Elite della Linea 50, oggi in esposizione al MoMa di New York.
Dal 1932 sono in produzione le posate realizzate da Gio Ponti. Nel 1994 Anna Castelli Ferrieri realizza la posata Hannah, premiata con il Compasso d'oro, mentre nel 2004 Rodolfo Dordoni realizza per Sambonet la pentola S-Pot.

## Riconoscimenti
Sambonet ha ricevuto:
- Compasso d'Oro per Mod. 545 (Roberto Sambonet, 1956), Mod. 725 (Roberto Sambonet, 1970) e Hannah (Anna Castelli Ferrieri, 1994)
- ADI Design Index per S-pot (Rodolfo Dordoni, 2004)
- Red Dot Design Award per Twist e Menù (2007), Sphera (2011)
- Good Design Award per H-Art (2008) e Party (2009)
- Good Design Award per Sphera Coffee Line (2015)